# Götter a. D.
Götter a. D. ist eine Erzählung der deutschen Dichterin Carry Brachvogel. Sie wurde im Jahr 1900 veröffentlicht. Die Erzählung thematisiert die Konfrontation des „Ewig Weiblichen“ in Gestalt der unsterblichen Messalina mit dem ewig wiederkehrenden Mechanismus des Antisemitismus in Form des Ewigen Juden Ahasverus. Beide Protagonisten treten als Überwesen auf, die paradigmatisch für ihren jeweiligen Figuren-Typ stehen.

## Inhalt
Die schöne Théo de Riom trifft eines Nachts mit ihrem Begleiter Barescu im Varietétheater Folies Bergères in Paris ein, um sich dort eine Vorstellung anzusehen. Während der Veranstaltung trifft sie auf einen zunächst namenlosen Unbekannten, mit dem sie sich für den folgenden Tag zum Tee verabredet. Vor dem darauffolgenden Treffen wird die missliche finanzielle Lage de Rioms geschildert. Da ihre Liebhaber als zahlende Gönner nicht in Frage kommen, schlägt ihr Kammermädchen vor, ein teures Diadem zu verkaufen. Dies wird von de Riom wutentbrannt abgelehnt, da das Diadem das einzige Überbleibsel sei, das sie an ihre frühere Identität als gottgleiche Messalina erinnere. Der unbekannte Fremde, den sie im Salon trifft, stellt sich schließlich als Ewiger Jude Ahasver heraus.
Ahasvers Reichtum – er hat sich als Schuhfabrikant Sam A. Hasveros ein ungeheures Vermögen aufgebaut – lässt Messalina neidisch zurück. Ihre soziale Minderwertigkeit gegenüber dem Ewigen Juden versucht sie im Gespräch durch die Betonung von Ahasvers ‚rassischer Minderwertigkeit‘ zu überspielen. Zwischen beiden entwickelt sich ein heftiger verbaler Schlagabtausch. Während dieser wortreichen Auseinandersetzung kommen beide auf ihr erstes gemeinsames Treffen zu sprechen. Zur Zeit des Römischen Reichs war Messalina Gemahlin des Claudius gewesen und Ahasver war ihr als der von Jesus zu ewigem Leben verfluchte Ewige Jude vorgeführt worden. Später treffen sich die beiden erneut in Byzanz – Messalina inzwischen selbst zur Unsterblichkeit verflucht. Weitere Treffen der beiden Verfluchten finden erneut in Rom, in Ferrara und Florenz statt.
Schließlich kommen die beiden auf Ahasvers Abkömmlinge zu sprechen. Der Ewige Jude – sichtlich mitgenommen – klagt Messalina sodann sein Mitleid für die unzähligen, im Laufe der Jahrhunderte durch die Christen und die Heiden gemarterten Juden. Deutlich als Fürsprecher ‚seines Volkes‘ markiert, wirft er den Menschen eine unwiederbringliche Schuld am Leid der Juden vor:
„Ich konnt`s ja nicht mehr mit ansehen, daß uns Kinder geboren wurden. Kinder, die frisch und lachend in die Welt schauten, wie die Euren. Und die ihr uns zu Krüppeln schlugt, an Seele und Leib!“
Im weiteren Gesprächsverlauf offenbart Ahasver Messalina daraufhin seine Hoffnung, dass das Judentum bald aufhören möge zu existieren, um somit von seinem Leid erlöst zu werden. Beide setzen die Gespräche über ihre gemeinsame Vergangenheit fort. In Paris wurde Messalina Gemahlin von Ludwig dem XVI und regierte an dessen Seite mit harter Hand. Der Sturm auf die Bastille und das Erleben der Französischen Revolution hätten Ahasver schließlich verdeutlicht, dass der einstige Verursacher seines Fluchs – der christliche Gott – seine Macht eingebüßt habe und die Welt – auch im Hinblick auf die gottgleiche Messalina – inzwischen im Stande sei, ohne Götter zu existieren. Der deutsche Vormärz brachte Ahasver schließlich auf den Gedanken, durch die stetige Verbreitung seines Blutes durch Heirat und Nachkommenschaft schrittweise Gott zu töten. Das Gespräche beendend, klärt er Messalina abschließend über die Ursprünge seines Reichtums auf.
Letztlich wird Messalina klar, dass zwischen ihr und Ahasver ein Rollentausch stattgefunden hat. Sie, die einst gottgleich über ihre Untergebenen zu verschiedenen Zeiten herrschte, ist abgelöst worden durch den, das Weltkapital und die Weltpolitik bestimmenden Ewigen Juden, dessen finanzielle und biologische Ressourcen vollkommen unbegrenzt erscheinen. Ahasver – so wird deutlich – ist gottgleich geworden, ohne in alter Tradition die Insignien eines Gottes zu tragen.
„Ich werde keine Krone tragen, kein sichtbares Zeichen wird meine Macht verraten. Unsichtbar wird sie allgegenwärtig sein. In jedem, auch in dem Größten, wird ein Tropfen meines Blutes rollen. Und nichts Gewaltiges wird geboren werden, bei dem ich nicht Pate stehe.“

## Deutung der Erzählung
Die Figur des Ewigen Juden fungiert in der Erzählung gemäß den Ausführungen Mona Körtes als „perpetuum mobile“, das sich im Laufe der Zeit aufgrund seiner Untersterblichkeit in allen Menschen ausgebreitet habe. Die Ahasver-Figur in Brachvogels Erzählung sei somit als pluralistische, weil durch Fortpflanzungen in unzähligen Menschen erkennbare Gestalt zu verstehen, die ihre eigene Unsterblichkeit selbst immer wieder von Neuem herstelle. Appel (2022) sieht aus diesem Grund in Ahasver auch Spuren der Figur Kains, da Ahasver – als vermeintlicher 'Urvater' aller Juden – die Rolle eines 'ersten Menschen' übernehme.
Hinsichtlich eines Literarischen Antisemitismus erweise sich die Erzählung gemäß den Ausführungen nach Appel (2022) als mehrdeutig, weil zum einen zwar antisemitische Vorstellungen vom 'Finanz- und Wucherjuden' rezipiert werden, andererseits aber auch Mitleid für die Qualen und das Leid der Juden ausgedrückt wird.